# Liste der Lübecker Stadtphysici

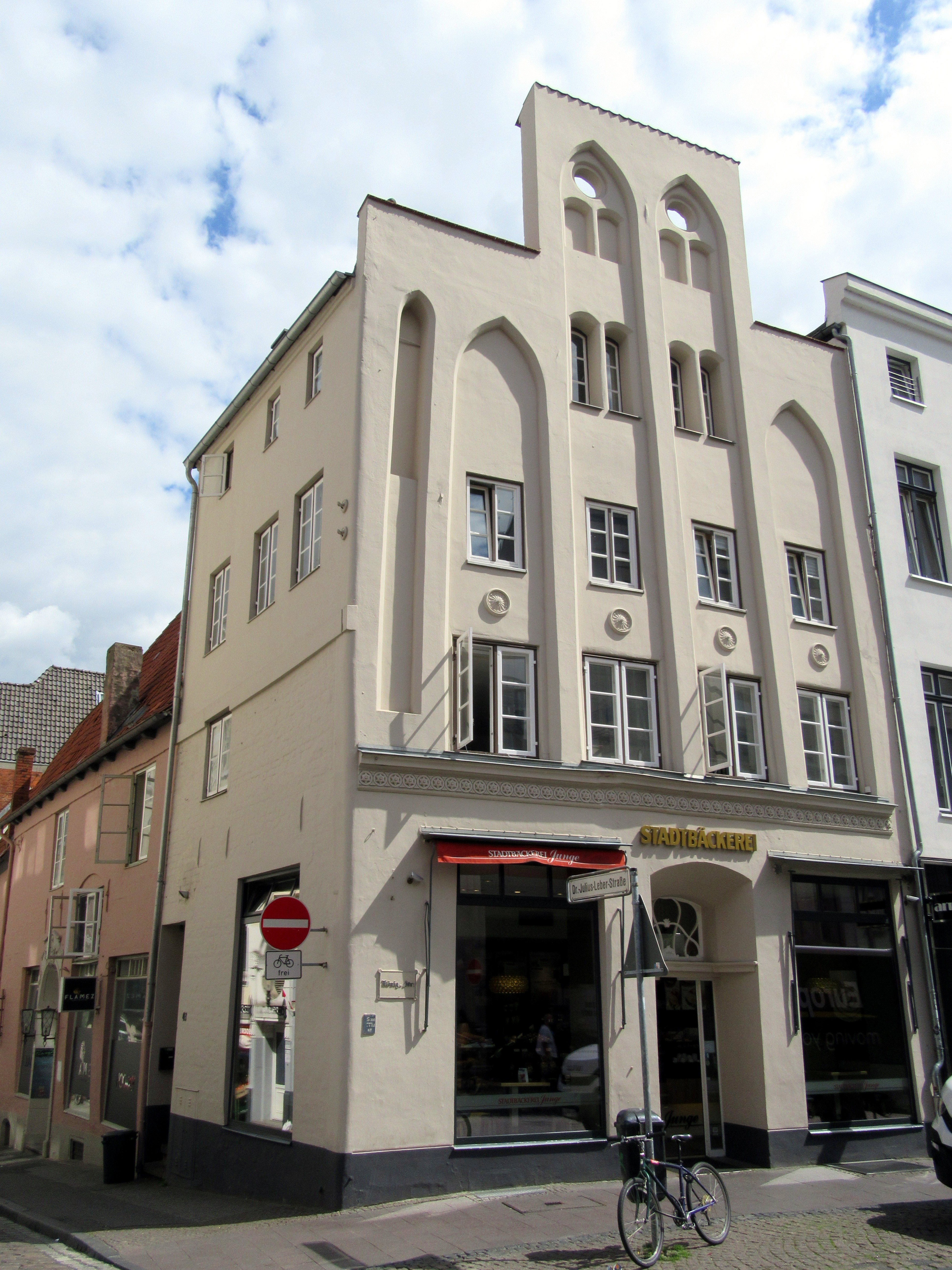
Ehem. Physikatshaus Königstraße 43 (2016)

Die Lübecker Stadtphysici waren in der frühen Neuzeit bis in das 20. Jahrhundert die Leiter des Gesundheitswesens in der Hansestadt Lübeck.

## Lübecker Stadtphysikat
Der Stadtphysicus oder Stadtmedicus, der zugleich Gerichtsmediziner war, wurde in der Regel auf Lebenszeit bestellt und war dem Lübecker Rat direkt unterstellt. Bei Altersschwäche wurde entweder ein Assistent oder auch (seit dem 17. Jahrhundert regelmäßig) ein 2. Stadtphysicus mit dem Recht der Nachfolge zur Unterstützung des Amtsinhabers hinzubestellt. Die Einführung des Amtes in den Freien Reichsstädten erfolgte unter dem römisch-deutschen König Sigismund 1426. Die erste gesicherte Erwähnung eines Stadtphysicus in Lübeck stammt aus dem Jahr 1476. Von 1574 bis 1762 befand sich die Amtswohnung des Stadtphysicus im Physikatshaus, dem erhaltenen Eckhaus Königstraße 43/Dr. Julius-Leber-Straße. Die Stadtphysici gehörten zur familia Senatus, hatten Anrecht auf einen Sitz im Ratsgestühl in der Marienkirche und ein entsprechendes Begräbnis.

## Stadtphysici
| Name und Lebensdaten                       | Amtszeit        | Studium                                           | Besonderheiten und Anmerkungen | Abbildung |
| Dr. Engelbert                              | erwähnt 1476    | ?                                                 | |           |
| Rembertus Giltzheim                        | 1529–1532       | Leipzig, Rostock                                  | zuvor Rektor der Universität Rostock |           |
| Laurentius Schönfeldt                      | 1532–           | ?                                                 | |           |
| Lambert Friedland                          | um 1568–1574    | Rostock                                           | führte einen Streit mit dem Geistlichen Ministerium über theologische Fragen von Erbsünde und Abendmalslehre, siehe Hans Wessel und Johannes Saliger                                                      |           |
| Peter Memmius                              | (1581–1587)     | Utrecht ?                                         | zuvor Stadtphysicus in Rostock und Rektor der Universität Rostock |           |
| Dr. Sager                                  | erwähnt 1589    | ?                                                 | |           |
| Petrus Budanus                             | 1590er?         | 1556 in Rostock, 1559 Wittenberg 1562 Montpellier | aus Antwerpen; danach Arzt in Wismar; † 1599 |           |
| David Herlitz                              | 1606–1614       | Wittenberg, Leipzig, Rostock                      | zuvor 1597 Rektor der Universität Greifswald. 1598 Physikus in Stargard und ab 1606 Stadtphysikus in Lübeck. 1614 kehrte er nach Stargard zurück.                                                         |           |
| Dietrich Wassermann (Theodoricus Aquarius) | –1616           | Rostock 1561, Tübingen 1564, 1568                 | |           |
| Johann Heinrich Meibom                     | 1629–1655       | Helmstedt, Wittenberg, Leipzig, Basel             | zuvor Professor an der Universität Helmstedt. Sein Porträt aus der Stadtbibliothek hing zeitweilig angegliedert an die Bürgermeistergalerie im Lübecker Rathaus und kam von dort in das St. Annen Museum. |           |
| Johann Georg Laurentius                    |                 |                                                   | Sein Porträt hing ehemals in der Stadtbibliothek, heute im Lübecker Rathaus. Maler des Bildes war Burchard Wulff (1669).                                                                                  |           |
| Paul Neucrantz                             | 1655–1671       | Rostock, Padua                                    | |           |
|                                            |                 |                                                   | |           |
| Johann Fitzmann                            | 1676–1694       | Rostock, Gießen, Padua                            | |           |
| Nikolaus Hanneken                          | 1695–1708       | Gießen, Leiden, Tübingen                          | zuvor seit 1677 zweiter Physicus |           |
| Johann Nolto                               | 1708–1711       | div., Leiden ?                                    | zuvor Stadtphysicus in Wismar und seit 1694 zweiter Physicus |           |
| Johann Jacob Stolterfoht                   | 1708–1718       | Wittenberg (Theol.), Rostock, Greifswald          | aus Schleswig, 1708 vom Rat zum zweiten Physicus ernannt, 1712 erster Physikus |           |
| Johann Georg Tausch                        | 1720?           |                                                   | aus Schlesien, seine Berufung wurde bis vor das Reichskammergericht angefochten |           |
| Franz Jacob von Melle                      | 1743–1770       | Altdorf, Straßburg                                | |           |
| Hans Bernhard Ludwig Lembke                | 1770–1803       | Greifswald, Leiden                                | zuvor seit 1766 zweiter Physicus; 1799–1803 war Georg Heinrich Behn sein Assistent |           |
| Theodor Friedrich Trendelenburg            | 1803?–1813      | Göttingen                                         | Sohn des Lübecker Arztes Karl Ludwig Friedrich Trendelenburg. 1809 Mitbegründer des Ärztlichen Vereins zu Lübeck.                                                                                         |           |
| Heinrich Wilhelm Danzmann                  | 1813–1831       | Kopenhagen, Kiel                                  | 1802 Mitbegründer der Seebadeanstalt Travemünde. 1809 Mitbegründer des Ärztlichen Vereins zu Lübeck. |           |
| Johann Christian Jeremias Martini          | 1831–1841       | Göttingen                                         | |           |
| Johann August Hermann Heylandt             | 1841–1865       | Halle, Berlin, Kiel                               | |           |
|                                            |                 |                                                   | |           |
| Johann Heinrich Christoph Pabst            | –27. April 1879 |                                                   | |           |
| Carl Türk                                  | 1880–1890       | Rostock, Breslau, Berlin                          | praktizierte seit 1862 und von 1866 an auch Stabs- und Bataillonsarzt der Garnison bis zu seiner Ernennung 1880                                                                                           |           |
| Otto Riedel                                | 1891–           |                                                   | kam im Oktober 1889 vom Medicinisch-chirurgischen Friedrich-Wilhelm-Institut als Stabs- und Bataillonsarzt zum lübeckischen Bataillon                                                                     |           |
|                                            |                 |                                                   | |           |
| Ernst Altstaedt                            | 1928–1931 ?     | ?                                                 | Verantwortete das Lübecker Impfunglück. In den 1930er Jahren wurde das Physicat aufgehoben und die Aufgaben gingen an das Städt. Gesundheitsamt über.                                                     |           |